# Lispund
 For alternative betydninger, se Pund. (Se også artikler, som begynder med Pund)
Lispund (egentlig 'livisk pund') var tidligere en dansk vægtenhed lig med 16 pund (eller 8 kg i metersystemet). Enheden kom i middelalderen til Danmark fra Riga og blev i 1683 sat lig med 16 pund.